# Anacamptomyia bisetosa
Anacamptomyia bisetosa là một loài ruồi trong họ Tachinidae.